# Interdependència
La interdependència és la dinàmica de ser mútuament responsable i de compartir un conjunt comú de principis amb altres. Aquest concepte difereix substancialment de la "dependència", ja que la relació interdependent implica que tots els participants siguin emocional, econòmica i/o moralment "independents". Alguns advoquen per la llibertat o la independència com una mena de bé desitjable superior; altres creuen el mateix pel que fa a la família, la comunitat o la societat sencera. La interdependència reconeix la veritat (o la validesa) en cadascuna de les posicions, i les desenvolupen junts.

## Utilització del concepte

### Interdependència social
Marx va ser el primer a usar el terme interdependència al Manifest Comunista (1848) per descriure la interdependència universal de les nacions en comparança a la reclusió i autosuficiència local i nacional del passat. Will Durant va formular la seua Declaració d'Interdependència a l'abril de 1944.
El 1929, Mahatma Gandhi va afirmar que la interdependència era i havia de ser l'ideal de l'ésser humà. L'home, al conformar-se com ésser social, sense la interrelació amb la societat no pot notar la seua unicitat amb l'univers ni suprimir el seu egoisme. En eixe sentit, la seua interdependència social li permet posar a prova la seua fe.

### Interdependència econòmica
Tots els països (estat nacions) són dependents en diferents graus, en cadascuna de les següents àrees: comerç, tecnologia, comunicacions, migració, entre d'altres. Tot açò, en el context de la globalització, que obliga als països a mantenir-se en una constant interdependència al relacionar-se en diferents arestes, com les anteriors.
La interdependència econòmica és una conseqüència de l'especialització, o de la Cournot, qui va escriure que el sistema econòmic era en realitat un tot, les parts del qual estan connectades i reaccionen amb cadascuna de les altres. La interdependència no és rígida, perquè les organitzacions, els individus i les nacions poden canviar la seua producció des d'un conjunt de productes a un altre.
D'altra banda, les relacions que s'estableixen entre les nacions imperialistes i les colònies no són unilaterals, és a dir, no només les colònies necessiten a les potències pel seu desenvolupament, car les potències també necessiten a les colònies per obtenir primeres matèries i mercats per a col·locar les seues mercaderies o exportar els seus cabals.

### Interdependència positiva
La interdependència és positiva quan un depèn d'altra persona per a arribar a l'èxit o a alguna cosa abans plantejada, com per exemple quan depens dels teus pares per a fer-hi a temps a l'escola per a açò la persona que és dependent, ha de pensar que si els seus pares no se lleven i li desperten a ell, ell no tindrà èxit, ja que no acudirà al col·legi, açò és, que gràcies a l'èxit dels altres jo obtinc èxit; si els altres triomfen jo també, perquè els seus assoliments m'ajuden a realitzar els meus.